# Thueyts
Thueyts [tɥˈɛj] ist eine französische Gemeinde mit 1208 Einwohnern (Stand 1. Januar 2022) im Département Ardèche. Sie ist Mitglied und Sitz des Gemeindeverbandes Ardèche des Sources et Volcans.

## Geographie
Die Gemeinde liegt in einem engen Tal am Oberlauf der Ardèche und ist Teil des Regionalen Naturparks Monts d’Ardèche.

## Bevölkerungsentwicklung

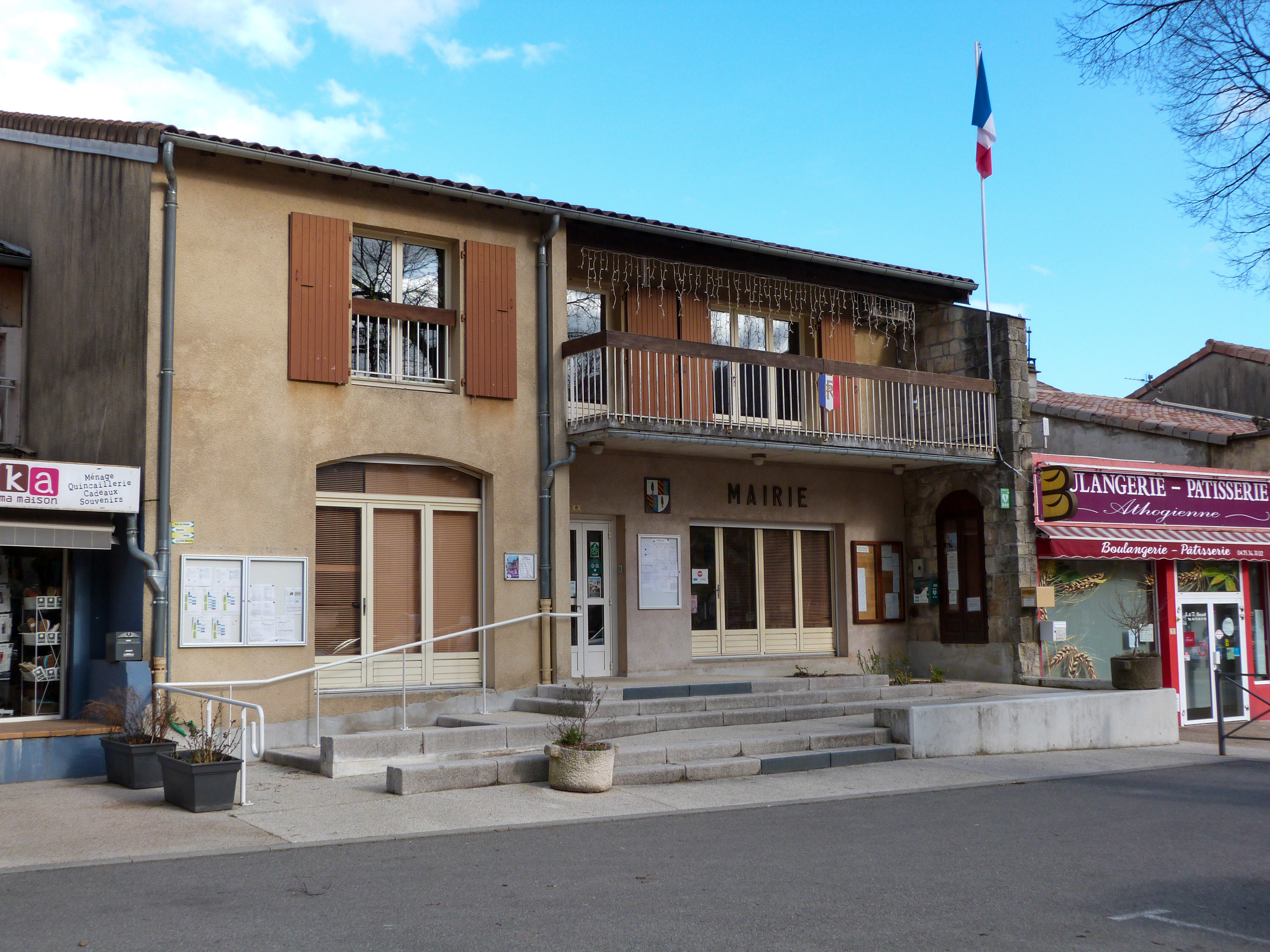
Mairie (Rathaus)

| Jahr                       | 1962 | 1968 | 1975 | 1982 | 1990 | 1999 | 2006 | 2018 |
| Einwohner                  | 986  | 981  | 1035 | 1013 | 945  | 1004 | 1128 | 1209 |
| Quellen: Cassini und INSEE |      |      |      |      |      |      |      |      |

## Sehenswürdigkeiten
Überregional bekannt ist die Steinbrücke Pont du Diable (Teufelsbrücke).

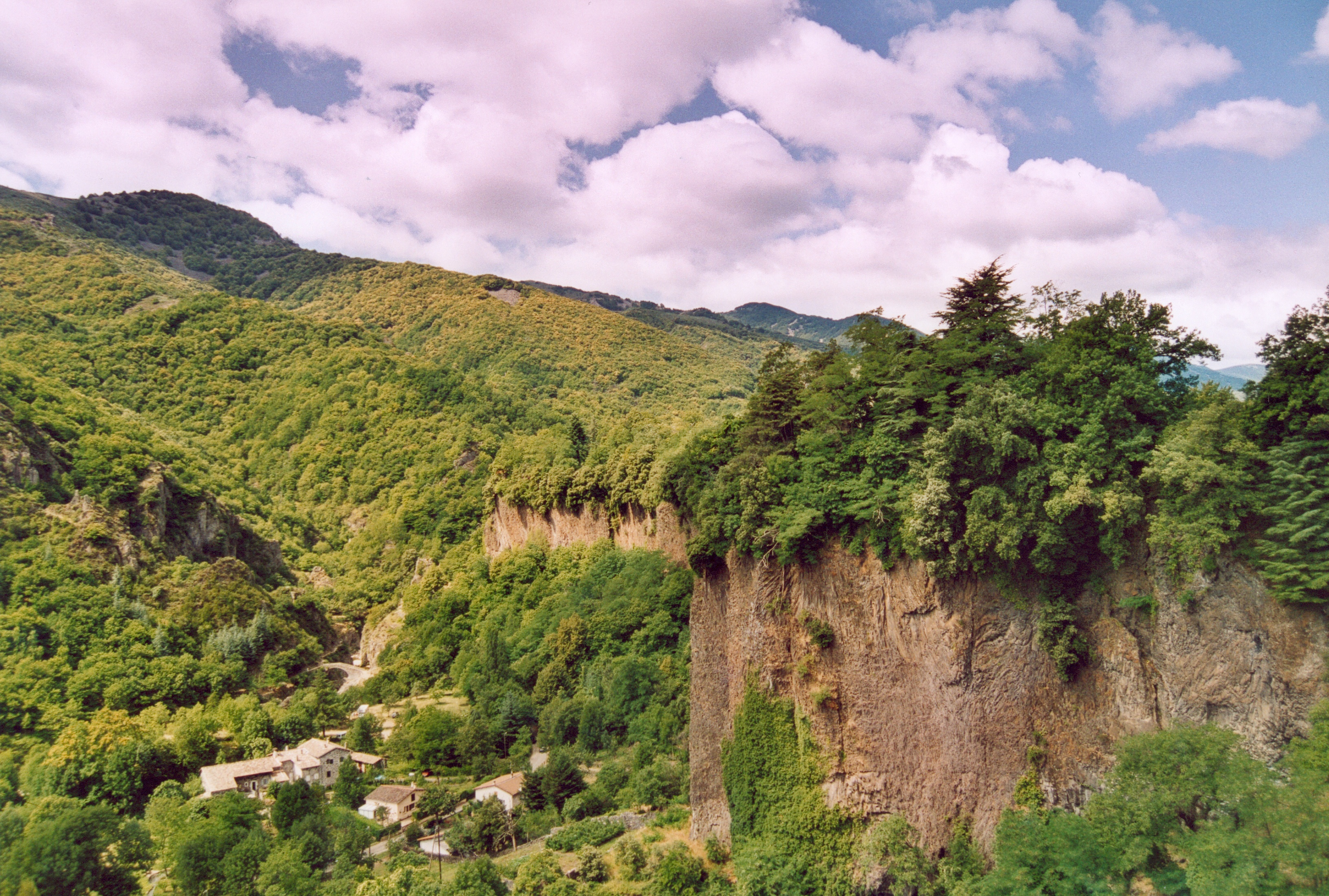
Orgues basaltiques
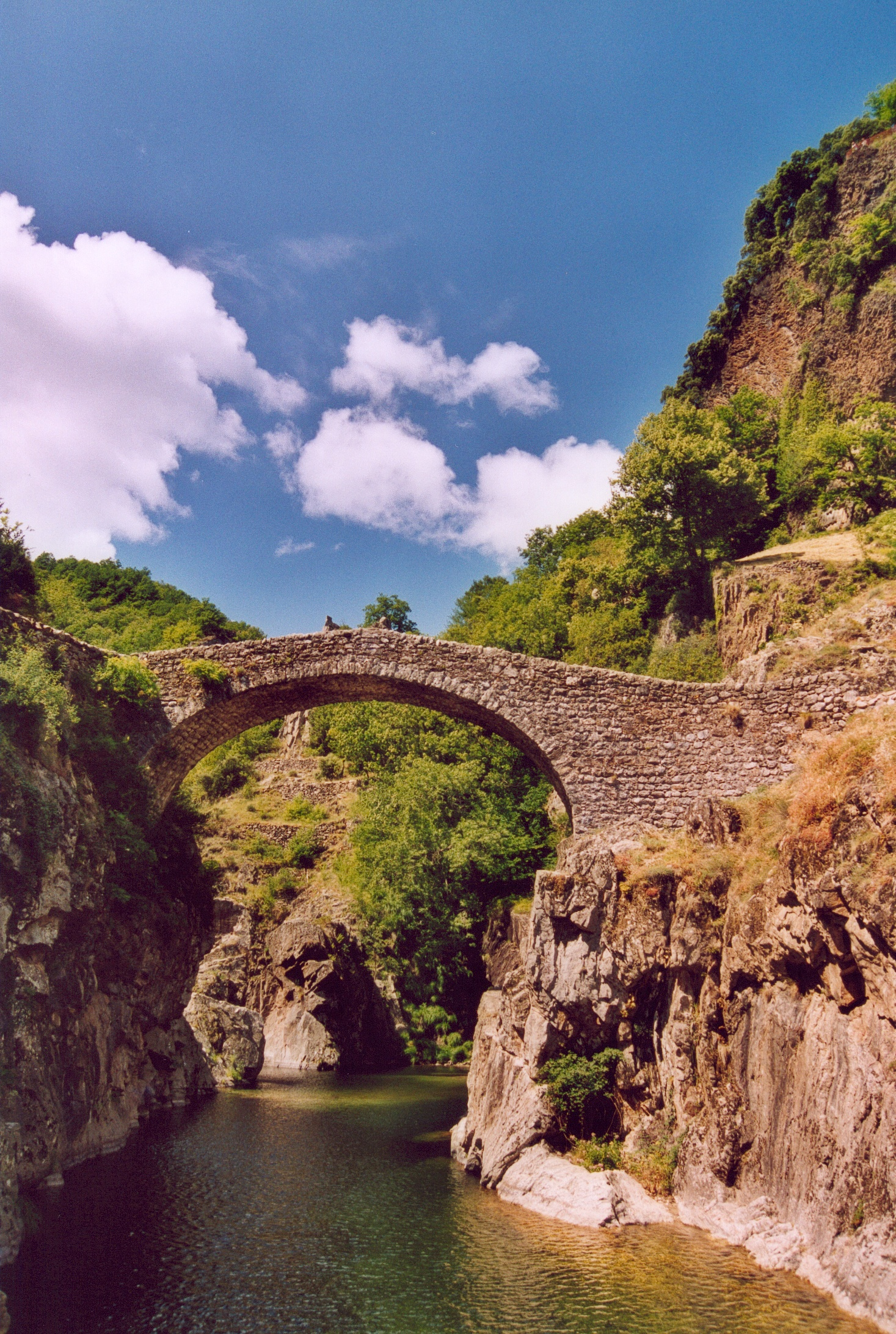
Pont du Diable
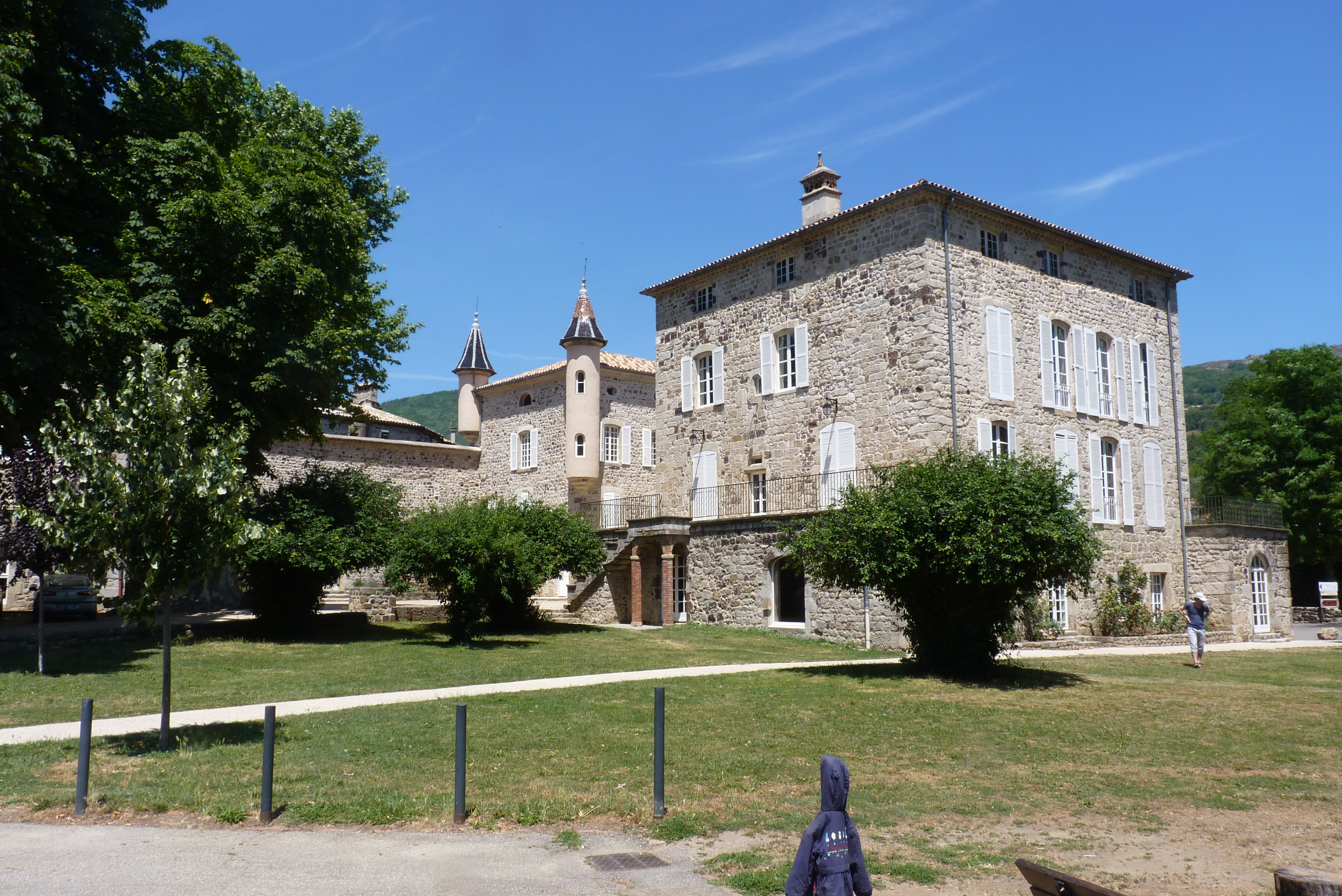
Château de Blou